# Marina Ewald
Marina Ewald (* 14. Dezember 1887; † 14. September 1976) war eine deutsche Pädagogin und Leiterin der Schule Schloss Salem.

## Leben und Wirken
Marina Ewald studierte von 1908 bis 1913 und wurde Lehrerin für Biologie und Chemie. Anschließend arbeitete sie ein Jahr lang an einem Landerziehungsheim für Mädchen in Trebschen und ab 1918 an der Odenwaldschule, bis Kurt Hahn sie 1919 für die Schule Schloss Salem abwarb.
Sie war Mitgründerin der Vereinigung der Freunde Salems in Zusammenarbeit mit Kurt Hahn und Lina Richter. Im Jahr 1929 wurde sie die erste Leiterin der Salemer Zweigschule, die im Schloss Spetzgart bei Überlingen untergebracht wurde. Von Ostern 1934 bis Mitte Juli 1934 war sie Leiterin der Mädchen-Mentoraten. Am Jahresende 1937 wurde sie wegen einer kritischen Äußerung zu Hitler als Lehrerin suspendiert. Im Jahr 1945 eröffnete Ewald die Schule wieder und führte sie bis zu ihrer Ablösung durch Georg Wilhelm von Hannover im Jahr 1948.
Als pädagogische Mitarbeiterin von Hahn begeisterte sich Ewald für die Ideen von Jean Walter. Im Jahr 1956 wurde Walters Konzept für Reisestipendien nach Deutschland übertragen, und Ewald gründete die ZIS Stiftung für Studienreisen.